# 牛越生
牛越生（1948年8月—2019年10月21日），浙江金华人，汉族，中华人民共和国政治人物，曾任国有重点大型企业监事会主席，第十一届全国政协委员。
1981年加入中国共产党。2008年，当选第十一届全国政协委员，代表中华全国总工会，分入第十八组。并担任社会和法制委员会专委。